# 武林舊事

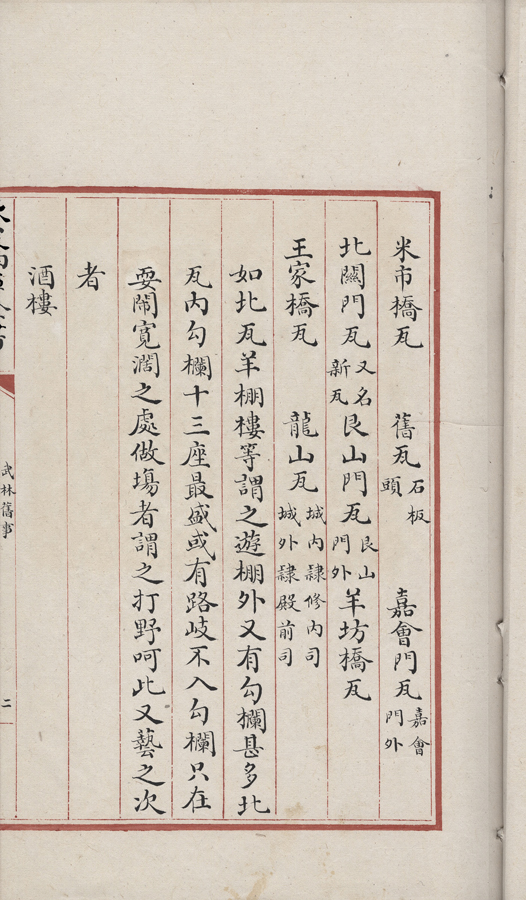
清乾隆間寫文淵閣四庫全書本

《武林舊事》是宋末元初人周密所著的雜記，成書于元成宗至元二十七年（公元1290年）以前，為忆南宋都城临安城市风貌的著作。武林即临安（今浙江杭州）。全书十卷。

## 內容
“武林”即臨安，今浙江杭州。周密以“詞貴乎紀實”的原則，根據其耳聞目睹和各種書籍寫《武林舊事》。《武林舊事》詳細記載了南宋臨安的情況，從朝廷的各種典禮到市民生活、以及山川、文化、風俗、節日、經濟、聲樂等各種情況，為研究南宋城市提供了豐富史料。
其中在“諸色伎藝人”門記載的演史、雜劇、影戲、角觝、散耍等55類、521位名藝人的姓名或藝名；“宮本雜劇段數”門記載的280本雜劇劇目。為研究南宋文學、藝術和戲曲史提供了珍貴資料。
《武林旧事》成书於元至元二十七年（1290）以前。周密根据目睹耳闻和故书杂记，详述朝廷典礼、山川风俗、市肆经纪、四时节物、教坊乐部等情况，为瞭解南宋城市经济文化和市民生活，以及都城面貌、宫廷礼仪，提供较丰富的史料。“诸色伎艺人”门著录的演史、杂剧、影戏、角觝、散耍等五十五类、五百二十一位名艺人的姓名或艺名和“宫本杂剧段数”门著录的二百八十本杂剧剧目，对於文学、艺术和戏曲史的研究，尤为珍贵。1956年，古典文学出版社根据《知不足斋丛书》本标点排印，收入《东京梦华录（外四种）》；1984年，浙江人民出版社依据同一版本校點，出版了单行本。

## 成書出版情況
1290年以前，周密著《武林舊事》。
1956年，古典文學出版社根據清朝版《知不足齋叢書》中的《武林舊事》。整理並加入標點符號，收入《東京夢華錄(外四種)》出版。
1984年，浙江人民出版社出版了單行本。